# 坂内徳明
坂内 徳明（ばんない とくあき、1949年1月 - ）は、ロシア文学・文化研究者、一橋大学名誉教授。一橋大学社会学博士。
福島県生まれ、東京都育ち。1973年東京外国語大学ロシア語科卒、79年一橋大学大学院社会学研究科博士課程単位取得満期退学。指導教官長島信弘。同年一橋大学社会学部講師、83年助教授、92年教授、96年言語社会研究科教授、副学長を務めた。12年一橋大学を定年退職、一橋大学名誉教授。放送大学東京多摩学習センター所長・特任教授。

## 著書
- ロシア文化の基層 日本エディタースクール出版部 1991.4
- ルボーク ロシアの民衆版画 東洋書店 2006.2 (ユーラシア選書）
- 女帝と道化のロシア 京都大学学術出版会 2023.2（学術選書）

## 翻訳
- 神話学入門 ステブリン＝カーメンスキイ 菅原邦城共訳 東海大学出版会 1980.12 (東海選書)
- ロシアの木造建築 民家・付属小屋・橋・風車 A.B.オポローヴニコフ 井上書院 1986.3
- ロシアの縁日 ペトルーシカがやってきた A.F.ネクルィローヴァ 平凡社 1986.7 (叢書演劇と見世物の文化史)
- マザー・ロシア ロシア文化と女性神話 ジョアンナ・ハッブズ 青土社 2000.4